# Kråkörsfjärden
Kråkörsfjärden är en fjärd i Åland (Finland). Den ligger i den sydvästra delen av landskapet, 8 km väster om huvudstaden Mariehamn.